# Komodo (film)
Komodo is een thriller/sciencefictionfilm geregisseerd door Michael Lantieri. De film uit 1999 is geschreven door Hans Bauer en Craig Mitchell en werd opgenomen in Australië en de Verenigde Staten.

## Verhaal
De 15 jaar oude Patrick (Kevin Zegers) heeft veel vakanties doorgebracht met zijn ouders. Deze hebben een zomerhuisje op een klein eilandje buiten de kust van South Carolina. In de voorgaande jaren is het toerisme afgenomen door de komst van industriële bedrijven. Aan het begin van de film valt er een krat met grote reptielachtige eieren van een vrachtwagen. Twintig jaar later, tijdens een vakantie in het vakantiehuisje, worden Patricks ouders aangevallen en gedood door iets dat hem in diepe shock brengt, zonder dat hij er iets aan kan doen.
Patricks grootmoeder vindt Victoria Juno (Jill Hennessy), een jonge psychiater om Patrick uit zijn shock te krijgen. Samen met zijn tante Annie (Nina Landis) gaan de drie terug naar het eiland alwaar ze oog in oog komen te staan met de bedreigde en duidelijk uitstervende groep van komodovaranen.

## Rolverdeling
| Acteur                | Personage         |
| --------------------- | ----------------- |
| Jill Hennessy         | Dr. Victoria Juno |
| Billy Burke           | Oates             |
| Kevin Zegers          | Patrick Connelly  |
| Michael Edward-Steven | Martin Gris       |
| Paul Gleeson          | Denby             |
| Nina Landis           | Annie             |
| Simon Westaway        | Bracken           |
| Bruce Hughes          | Mr. Connelly      |
| Jane Conroy           | Mrs. Connelly     |
| Melissa Jaffer        | grootmoeder       |
| Brian McDermott       | Gordon            |
| Nique Needles         | hippie            |